# 深澤雄太
深澤 雄太（ふかざわ ゆうた、1994年8月6日 - ）は、日本の起業家。
株式会社AppBrew創業者で、代表取締役。

## 人物
埼玉県飯能市に長男として生まれる。開成中学校・高等学校を卒業した後、東京大学に入学。
在学中に東大無料塾を設立。共創教育の普及を目指すが解散。その後、代表取締役社長として株式会社AppBrewを創業。2016年、コスメのクチコミアプリ「LIPS」をリリース。2019年、Forbes 30 Under 30 Asiaに選出される。

## 略歴
- 2013年4月：東京大学入学
- 2016年2月：株式会社AppBrew創業
- 2017年1月：コスメのクチコミアプリ「LIPS」をリリース
- 2019年4月：Forbes 30 Under 30 Asiaに選出